# 1969 în film
- 1968 în cinematografie — 1969 în cinematografie — 1970 în cinematografie

## Filmele cu cele mai mari încasări
În SUA
| #   | Titlu                                 | Studio                    | Actori                                                     | Încasări     |
| --- | ------------------------------------- | ------------------------- | ---------------------------------------------------------- | ------------ |
| 1.  | Butch Cassidy and the Sundance Kid    | 20th Century Fox          | Paul Newman, Robert Redford, Katharine Ross                | $102,308,889 |
| 2.  | Midnight Cowboy                       | United Artists            | Jon Voight, Dustin Hoffman                                 | $44,785,053  |
| 3.  | Easy Rider                            | Columbia                  | Peter Fonda, Dennis Hopper, Jack Nicholson                 | $41,728,598  |
| 4.  | Hello, Dolly!                         | 20th Century Fox          | Barbra Streisand, Walter Matthau, Michael Crawford         | $33,208,099  |
| 5.  | Bob & Carol & Ted & Alice             | Columbia                  | Natalie Wood, Robert Culp, Dyan Cannon, Elliott Gould      | $31,897,253  |
| 6.  | Paint Your Wagon                      | Paramount                 | Lee Marvin, Clint Eastwood                                 | $31,678,778  |
| 7.  | True Grit                             | Paramount                 | John Wayne, Glen Campbell, Kim Darby                       | $31,132,592  |
| 8.  | Cactus Flower                         | Columbia                  | Walter Matthau, Ingrid Bergman, Goldie Hawn                | $25,889,208  |
| 9.  | Goodbye, Columbus                     | Paramount                 | Richard Benjamin, Ali MacGraw                              | $22,939,805  |
| 10. | On Her Majesty's Secret Service       | United Artists            | George Lazenby, Diana Rigg, Telly Savalas                  | $22,774,493  |
| 11. | Winning                               | Universal                 | Paul Newman, Joanne Woodward, Robert Wagner                | $14,644,335  |
| 12. | Z                                     | Cinema V                  | Jean-Louis Trintignant, Yves Montand                       | $14,283,305  |
| 13. | The Sterile Cuckoo                    | Paramount                 | Liza Minnelli, Wendell Burton                              | $13,982,357  |
| 14. | The Stewardesses                      | Sherpix Inc.              | Christina Hart, Monica Gayle                               | $13,500,000  |
| 15. | Run, Angel, Run!                      | Fanfare Films             | William Smith                                              | $13,000,000  |
| 16. | They Shoot Horses, Don't They?        | Cinerama                  | Jane Fonda, Michael Sarrazin, Gig Young, Susannah York     | $12,600,000  |
| 17. | A Boy Named Charlie Brown             | National General Pictures | Peter Robbins, Pamelyn Ferdin, Glenn Gilger, Andy Pforsich | $12,000,000  |
| 18. | The Wild Bunch                        | Warner Bros.              | William Holden, Ernest Borgnine, Robert Ryan               | $10,500,000  |
| 19. | Sweet Charity                         | Universal                 | Shirley MacLaine                                           | $8,000,000   |
| 20. | The Undefeated                        | 20th Century Fox          | John Wayne, Rock Hudson                                    | $8,000,000   |
| 21. | Where Eagles Dare                     | MGM                       | Richard Burton, Clint Eastwood                             | $7,100,000   |
| 22. | Alice's Restaurant                    | United Artists            | Arlo Guthrie, James Broderick                              | $6,300,000   |
| 23. | Take the Money and Run                | Cinerama                  | Woody Allen, Janet Margolin                                | $6,080,000   |
| 24. | Topaz                                 | Universal                 | Frederick Stafford, Dany Robin, John Vernon                | $6,000,000   |
| 25. | The Prime of Miss Jean Brodie         | 20th Century Fox          | Maggie Smith, Robert Stephens, Pamela Franklin             | $6,000,000   |
| 26. | If It's Tuesday, This Must Be Belgium | United Artists            | Suzanne Pleshette, Ian McShane                             | $6,000,000   |
| 27. | Once Upon a Time in the West          | Paramount                 | Henry Fonda, Jason Robards, Charles Bronson                | $5,321,508   |

## Premii

### Oscar
- Cel mai bun film:
- Cel mai bun regizor:
- Cel mai bun actor:
- Cea mai bună actriță:
- Cel mai bun film străin:

Articol detaliat: Oscar 1969

### BAFTA
- Cel mai bun film:
- Cel mai bun actor:
- Cea mai bună actriță:
- Cel mai bun film străin: